# Анилиновая точка
Анилиновая точка — такое значение температуры смеси, содержащей углеводород и анилин, при котором углеводород полностью растворяется в анилине, образуя гомогенный раствор.
Используется в эмпирических формулах для расчета теплотворной способности ракетных топлив — чем выше её значение, тем больше теплотворная способность.